# Michael IX.
Michael IX. Palaiologos (griechisch Μιχαήλ Θ΄ Παλαιολόγος; * 17. April 1277; † 12. Oktober 1320 in Thessaloniki, Griechenland) herrschte als byzantinischer Mitkaiser von 1294/95 bis 1320. Michael IX. war der älteste Sohn von Andronikos II. Palaiologos und Anna von Ungarn, einer Tochter von König Stephan V. von Ungarn. Er war seit 1296 mit Rita von Armenien, einer Tochter von Leon III. verheiratet.

## Leben

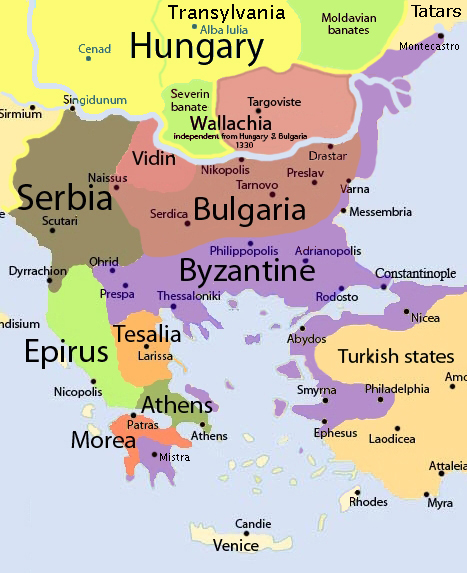
Die Balkanhalbinsel nach dem Frieden von 1307

Michael IX. Palaiologos wurde 1281 zum Mitkaiser ernannt und 1294/95 gekrönt. Im Jahre 1300 wurde er an der Spitze alanischer Söldner in einen Kriegszug gegen die Türken in Kleinasien geschickt und wurde 1304–1305 damit betraut, die rebellische Katalanische Kompanie zu bekämpfen. Nach der Ermordung von Roger de Flor, dem Kommandanten der Katalanen, führte Michael IX. die byzantinischen Truppen, verstärkt durch türkische Verbände und 5.000–8.000 Alanen, gegen die Katalanen, wurde jedoch verwundet und unterlag.
Ebenso war Michael IX. im Kampf gegen Todor Swetoslaw von Bulgarien wenig erfolgreich. Bereits 1304 siegten die Bulgaren in der Schlacht von Skafida, so dass Michael IX. 1307 einen Frieden mit ihnen schloss und eine seiner Töchter mit dem bulgarischen Kaiser vermählte. 1311 wurde Michael IX. durch Osman I. geschlagen, woraufhin sich Michael IX. nach Thessaloniki zurückzog, wo er dann auch 1320 starb.
Als ein tapferer und energischer Soldat, der bereit war, persönliche Opfer einzugehen, um seine Truppen zu bezahlen oder zu ermutigen, war Michael IX. jedoch meist unfähig dazu, seine Feinde zu überwältigen und ist der einzige der Palaiologen-Kaiser, der vor seinem Vater verstarb. Michael IX. vorzeitiger Tod im Alter von 43 Jahren resultierte wohl teilweise aus der Trauer über die ungeplante Ermordung seines jüngeren Sohnes Manuel Palaiologos durch die Entführer im Auftrag seines älteren Sohnes und Mitkaisers Andronikos III. Palaiologos.

## Familie
Michael IX. Palaiologos heiratete Rita von Armenien (umgetauft in Maria, später als Nonne Xene), die Tochter von König Leon III. von Armenien und Königin Keran von Armenien, am 16. Januar 1294. Aus dieser Heirat entsprangen mehrere Kinder, einschließlich:
- Andronikos III. Palaiologos
- Manuel Palaiologos, despotes
- Anna Palaiologina, welche Thomas I. Komnenos Dukas und später Nikola Orsini heiratete
- Theodora Palaiologina, die 1307 Todor Swetoslaw von Bulgarien heiratete und danach Michael III. von Bulgarien